# All rights reserved
All rights reserved — фраза на английском языке, означающая по условиям Буэнос-Айресской конвенции, что автор произведения сохраняет за собой авторское право на него, а не позволяет ему стать общественным достоянием. На испанском языке фраза звучит как Todos los derechos reservados.
По соответствующему условию, если работа опубликована без пометки о том, что автор оставляет права на неё за собой, такая работа становится общественным достоянием.
Буэнос-Айресский договор действовал только в некоторых странах западного полушария, и в настоящее время  практически полностью заменён на договоры, по которым произведения охраняются по умолчанию, без всяких пометок.

## В русском языке
В русскоязычных странах данная фраза никогда не имела юридического смысла (ни Российская империя, ни СССР, ни Российская Федерация, ни одна из бывших союзных республик СССР не подписывали Буэнос-Айресский договор) и чаще всего используется, видимо, по незнанию или для устрашения тех, кто желает воспользоваться несвободной работой. Вторая возможная причина могла послужить часто встречающемуся некорректному переводу «Все права защищены». Некоторые используют более точный перевод: «Все права сохранены». Существует также третья, наиболее очевидная причина указания копирайта и соответствующей фразы к нему, а именно: наглядное уведомление потребителей, которые могут не знать о том, что означает символ копирайта или же заблуждаться относительно объёма авторских прав на данное произведение.